# Làn da sáng

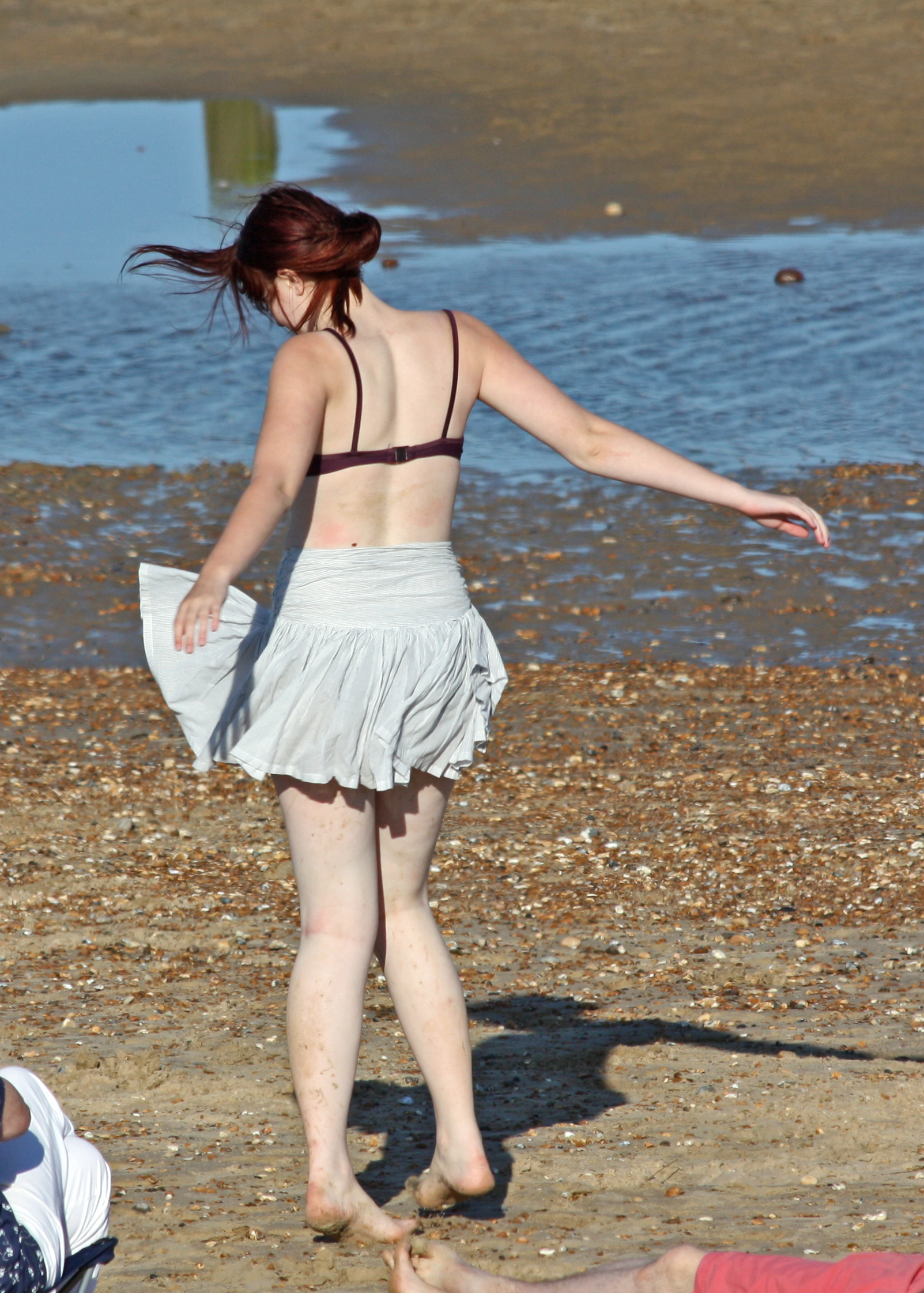
Một phụ nữ với làn da sáng

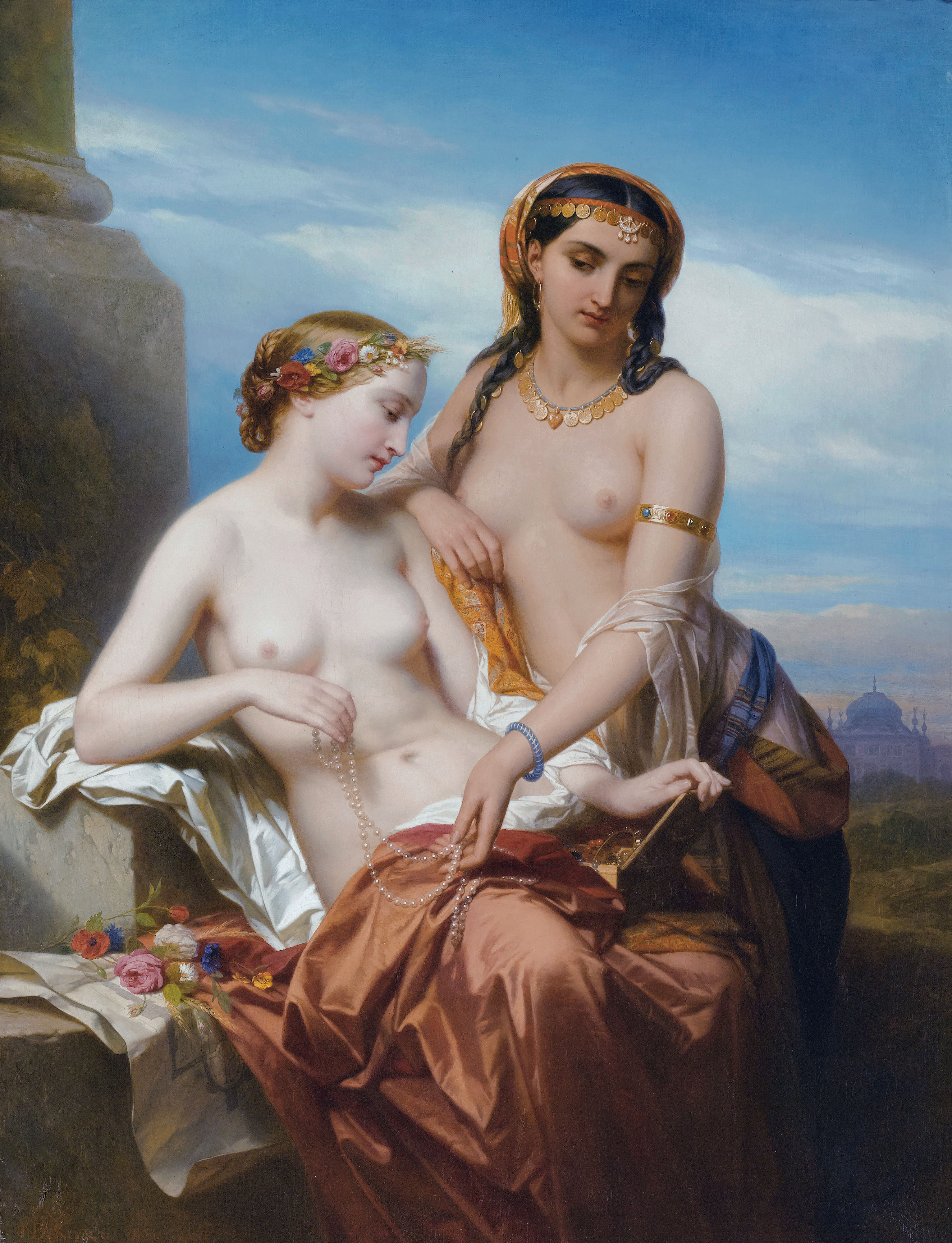
Họa phẩm về hai thiếu nữ biểu tượng cho vẻ đẹp phương Đông (làm da vàng) và vẻ đẹp phương Tây (làn da trắng)

Làn da sáng (Light skin) hay làn da trắng là màu da của con người có mức sắc tố eumelanin cơ bản đã thích nghi với môi trường có bức xạ tia cực tím thấp. Làn da trắng sáng thường được tìm thấy nhiều nhất ở các nhóm dân cư bản địa ở Châu Âu, Trung Á và Đông Bắc Á được đo thông qua độ phản xạ của da. Những người có sắc tố da sáng thường được gọi là "da trắng" dù rằng cách sử dụng này có thể mơ hồ ở một số quốc gia nơi chúng được dùng để chỉ cụ thể đến các nhóm dân tộc hoặc cộng đồng người nhất định mang đặc điểm này. Làn da trắng sáng cùng với đặc điểm tóc vàng, mắt xanh, mũi lõ là những đặc trưng về nhân chủng học của người da trắng thuộc đại chủng Âu. Về mặt thẩm mỹ thị giác là yếu tố làn da sáng "ăn ảnh" trong kỹ thuật quay phim, chụp hình. Một làn da sáng, cơ thể trắng hồng toàn thân sẽ có khả năng bắt sáng và phản chiếu ánh sáng tốt giúp các nhà quay phim, nhiếp ảnh dễ dàng hơn trong việc thiết lập nền ánh sáng để tôn lên các đường nét cơ thể, tạo ra những hình ảnh sắc nét, rõ ràng, có chiều sâu và mượt mà trên phim, trên hình. Sự tương phản cao giữa vùng da sáng và các vùng tối cũng tạo ra một hiệu ứng thị giác mạnh mẽ và kịch tính.

## Đại cương
Những người có sắc tố da sáng có làn da có lượng eumelanin thấp và có ít melanosome hơn những người có sắc tố da sẫm màu. Làn da sáng mang lại khả năng hấp thụ tia cực tím tốt hơn, giúp cơ thể tổng hợp lượng vitamin D cao hơn cho các quá trình của cơ thể như phát triển canxi. Mặt khác, những người da sáng sống gần xích đạo, nơi có nhiều ánh sáng mặt trời, có nguy cơ bị suy giảm folate cao hơn. Do hậu quả của sự suy giảm folate, họ có nguy cơ bị tổn thương DNA, dị tật bẩm sinh và nhiều loại ung thư, đặc biệt là ung thư da. Những người có làn da sẫm màu sống xa vùng nhiệt đới có lượng vitamin D thấp, điều này cũng có thể dẫn đến các biến chứng về sức khỏe, cả về thể chất và tinh thần, bao gồm nguy cơ mắc bệnh tâm thần phân liệt cao hơn. Hai quan sát này hình thành nên "giả thuyết vitamin D–folate", cố gắng giải thích lý do tại sao các cộng đồng người di cư khỏi vùng nhiệt đới đến các khu vực có bức xạ tia cực tím thấp lại tiến hóa để có sắc tố làn da sáng.
Sắc tố da là sự thích nghi mang tính tiến hóa với các mức độ bức xạ UV khác nhau trên khắp thế giới. Những người có làn da sáng sống trong môi trường có bức xạ tia cực tím cao có những ảnh hưởng tới sức khỏe. Các tập quán văn hóa khác nhau làm tăng các vấn đề liên quan đến tình trạng sức khỏe của làn da sáng, ví dụ như tắm nắng ở những người da sáng. Sự phân bố của các cộng đồng người có làn da sáng có mối tương quan chặt chẽ với mức độ bức xạ cực tím thấp ở các khu vực nơi họ sinh sống. Trong lịch sử, những người có làn da sáng hầu như chỉ sống xa xích đạo, ở những vùng vĩ độ cao với cường độ ánh sáng mặt trời thấp. Lịch sử sắc tố của con người ở châu Âu cho thấy những người săn bắt hái lượm tại bán đảo Scandinavia có mức độ biến đổi sắc tố ánh sáng cao hơn so với tổ tiên của họ đến từ các khu vực khác ở Châu Âu cho thấy sự thích nghi với điều kiện ánh sáng yếu. Một số nhà nghiên cứu đã bày tỏ sự thận trọng về những dự đoán về sắc tố da. Do quá trình thuộc địa hóa, chủ nghĩa đế quốc và sự di cư ngày càng tăng của người dân giữa các khu vực địa lý trong những thế kỷ gần đây, dân số mang làn da sáng ngày nay được tìm thấy trên khắp thế giới.